# Dora Duncker

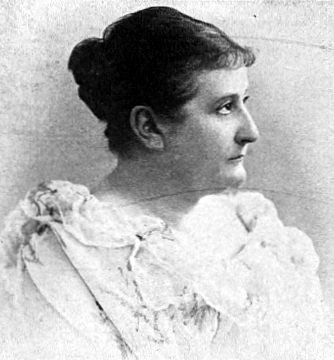
Dora Duncker 1898

Dorothea Livia Felicia Maria Duncker (* 28. März 1855 in Berlin, Königreich Preußen; † 9. Oktober 1916 in Berlin, Deutsches Reich) war eine bekannte deutsche Schriftstellerin und Publizistin in Berlin.

## Leben
Sie stammte aus einer bedeutenden Berliner Buchhändler- und Verlegerfamilie. Der Vater Alexander Duncker war Verleger, ein Onkel war der linksliberale Zeitungsverleger Franz Duncker.
Dora wurde von Privatlehrern in Berlin unterrichtet.
Anschließend unternahm sie Studienreisen durch Österreich, Tirol, Oberitalien und die Schweiz. In München hatte sie Kontakt zu dem Maler Carl Theodor von Piloty und dessen Umfeld, Hans Makart, Franz von Lenbach, sowie dem Schriftsteller Paul Heyse.
Danach zog Dora Duncker wieder nach Berlin. Dort veröffentlichte sie 1881 ihr erstes Schauspiel Sphinx, das an zwei  Theatern aufgeführt wurde. Seitdem verfasste sie weitere Stücke und erste Romane und gründete eine Kinderzeitschrift.
1889 gebar sie die Tochter Eva. 1890 heiratete sie deren Vater, den Gerichtsassessor Otto Hufnagel (1859–1904). 1894 wurde die Ehe wieder geschieden.

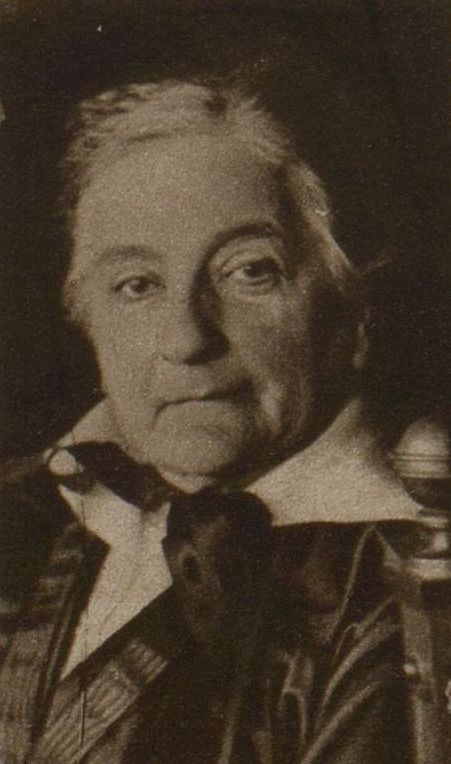
Dora Duncker

Seitdem lebte Dora Duncker mit ihrer Tochter in der Hohenzollernstraße in Berlin-Tiergarten. Sie veröffentlichte zahlreiche Bücher und gab zwei Zeitschriften heraus.
In späteren Jahren erlitt Dora Duncker einen Nervenchok und wurde lungenkrank,
1916 starb sie im Alter von 61 Jahren in ihrer Wohnung in der Hohenzollernstraße 13.
Sie wurde auf dem Alten Zwölf-Apostel-Kirchhof in Schöneberg bei Berlin bestattet. Das Grab ist nicht erhalten, es gibt aber einen Gedenkstein für sie.

## Schriftstellerisches Wirken
Dora Duncker verfasste über 80 Theaterstücke, Romane, Novellenbände, Gedichtbände, Essays und weitere Texte. Dazu gab sie den Kinderkalender Buntes Jahr (1885–1897) und die Kulturzeitschrift Streitfragen (seit 1895) heraus. Sie schrieb für verschiedene Berliner Zeitungen, vor allem Theaterrezensionen.
Dora Duncker thematisierte in ihren frühen Werken vor allem die Situation von Frauen im Kaiserreich.  Später widmete sie sich vermehrt historischen Themen. Sie veröffentlichte Biographien über Madame de Pompadour (1913) und George Sand (1916), sowie die Geschichte der traditionsreichen Nicolaischen Buchhandlung (1913) und der Buchhändlerfamilie Duncker (1916).
Dora Duncker war eine bekannte und anerkannte Schriftstellerin in Berlin. In der Literaturgeschichte wurde sie aber nicht besonders hervorgehoben.

## Ehrungen
- Ein Gedenkstein auf dem Alten Zwölf-Apostel-Kirchhof in Berlin-Schöneberg wurde am 2. September 2018 auf Initiative der evangelischen Kirchengemeinde auf die frühere Grabstelle gesetzt.[9]
- Der Dora-Duncker-Park als Teil des Parks am Gleisdreieck wurde 2021 nach ihr benannt.[10]
- Eine Gedenktafel an der Stelle ihres langjährigen Wohnhauses in der Hiroshimastraße 28 (vorher Hohenzollernstraße 13) in Berlin-Tiergarten ist erwünscht.[11]

## Werke

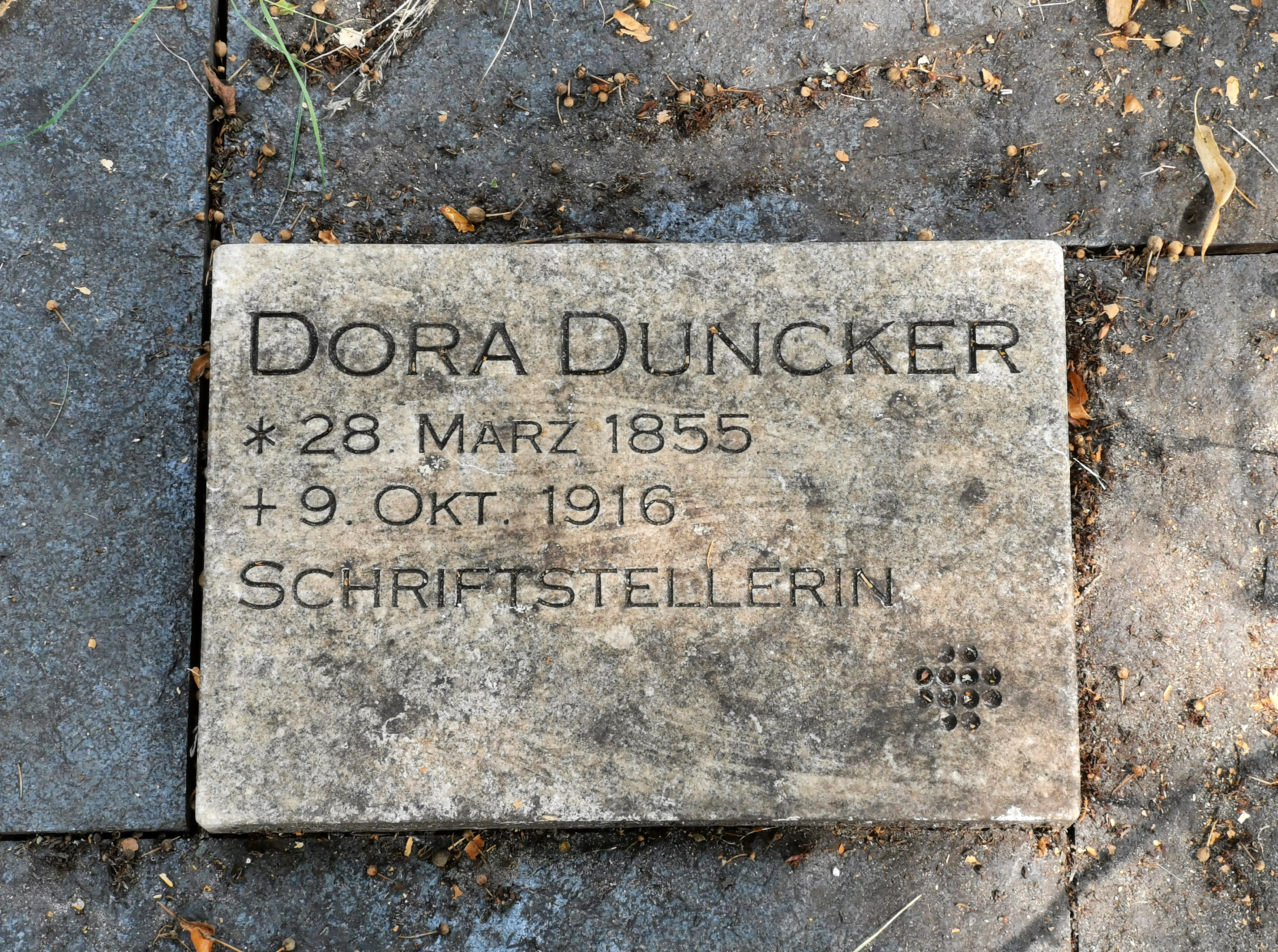
Gedenkstein auf dem Alten Zwölf-Apostel-Kirchhof in Berlin-Schöneberg

Dora Duncker veröffentlichte über 80 Bücher mit Theaterstücken, Romanen, Erzählungen und weiteren Texten. Zu den wichtigsten gehörten Großstadt (1901), Madame Pompadour (1913) und George Sand (1916).
- Über die Bedeutung der deutschen Ausstellung in München in Beziehung auf ihre Anordnung und ihren kunstgewerblichen Theil. (Ausstellung München). Alexander Duncker, Berlin 1876. 26 S.
- Sphinx. Schauspiel in 4 Aufzügen. F. Bloch, Berlin 1881. 76 S. (Bühnenmanuskript), Aufführungen am Thaliatheater Hamburg im November 1881 und am Residenztheater Berlin am 2. Dezember 1881[13]
- Sylvia, Schauspiel, 1883
- Moderne Meister, Studien, Berlin 1883
- Nelly, Lustspiel, 1884
- So zwitschern die Jungen. Märchen und Erzählungen. Illustriert von E. Elias. Verlag von Alexander Duncker, Berlin 1885. 4 Bl., 64 S., 16 Tafeln
- Käte Grumbkow. Novelle. H. Paetel, Berlin 1886
- Um ein Haar. Plauderei in einem Akt. F. Bloch, Berlin 1886
- Reelles Heiratsgesuch etc., Stuttgart 1888
- Morsch im Kern. Roman. Carl Freund & Jeckel, Berlin 1889
- Dies und das. Liebes- und andere Geschichten. Verlag von Alexander Duncker, Berlin 1890
- Ein Lieutenant verloren etc., Stuttgart 1891
- Unheilbar. Roman. Deutsche Verlags-Anstalt, Stuttgart [u. a.] 1893. (Digital Ressource)
- Die Goldfliege. Berliner Sittenroman. F. Fontane & C., Berlin 1894. 228 S., Erfolgsroman, schriftstellerischer Durchbruch
- Meine Herren Collegen! Momentaufnahmen von einer jungen Schriftstellerin. G. Pohlmann, Berlin 1894. 63 S. Auszüge, fast kein Originalexemplar vorhanden (Neuauflage 2015, ISBN 978-3-8430-9411-5)
- Die Modistin. Novellen und Skizzen. Freund & Jeckel, Berlin 1894. 144 S.
- Loge 2. 1.–3. Tsd. R. Eckstein Nachf., Berlin 1896
- Plaudereien und Skizzen aus dem Berliner Zoologischen Garten. Verlag von Alexander Duncker, Berlin 1896
- Überraschungen. Humoresken. R. Eckstein Nachf., Berlin 1896
- Mütter. F. Fontane & C., Berlin 1897 (Neuauflage 2015, ISBN 978-3-8430-9407-8)
- Familie. Vita, Berlin 1898
- Großstadt. 1.–10. Tsd. R. Eckstein Nachf., Berlin 1900 Text (Neuauflage 2015, ISBN 978-3-8430-9405-4)
- Der Ritter vom hohen C, Leipzig 1900
- Die große Lüge. 1.–10. Tsd. R. Eckstein Nachf., Berlin 1901
- Komödiantenfahrten. Müller – Mann, Leipzig 1901. 143 S.
- Groß-Berlin. Neue Novellen. 1. – 10. Tsd. R. Eckstein Nachf., Berlin 1902. 96 S. (Ecksteins Moderne Bibliothek, Bd. 18)
- Sie soll deine Magd sein. Roman. Buchschmuck von Walter Caspari. 1.–10. Tsd. R. Eckstein Nachf., Berlin 1902. (Ecksteins illustr. Romanbibliothek, 3 Jg., Bd. 7)
- Gustav Wöhrmann. Schauspiel in 3 Akten. Bühnenmanuskript. R. Eckstein Nachf., Berlin 1903. 96 S.
- Lottes Glück. Totgelacht, München 1903
- Mütter. Zwei Novellen. 1. – 10. Tsd. R. Eckstein Nachf., Berlin 1903. 96 S. (Ecksteins Moderne Bibliothek, Bd. 25)
- Maria Magdalena. Roman. 1. – 5. Tsd. R. Eckstein Nachf., Berlin 1903. 254 S.
- Die Schönheitsstube, Berlin 1904
- Gesühnt. Volksschauspiel in 4 Aufzügen. A. Entsch in Kommission, Berlin 1905. 62 S.
- Die heilige Frau. Berliner Theater – Roman. Gebr. Paetel, Berlin 1905. 372 S.
- Jugend. Novellen. Gebr. Paetel, Berlin 1905 (Neuauflage 2015, ISBN 978-3-8430-9409-2)
- Märchen und Erzählungen. Globus Verlag, Berlin 1905. 208 S.
- Falsches Ziel. Familie. Novellen. Mit Illustrationen von Arthur Lewin. H. Hillger, Berlin-Leipzig 1906. 110 S. (Kürschners Bücherschatz, Bd. 525)
- Die Graue Gasse. Roman. Gebr. Paetel, Berlin 1906. 278 S.
  - Die graue Gasse. Roman. Post & Müller, Leipzig 1916. 293 S. (Wiking – Bücher, Bd. 14)
- Leiden. Der Roman eines Knaben. S. Schottlaender, Berlin 1908. 415 S.
- Ernst von Wildenbruch. Ernstes und Heiteres aus seinem Leben. Gebr. Paetel, Berlin 1909. 111 S. (Dramaturgische Plaudereien, Bd. 3)
- Kämpfer. Roman. Gebr. Paetel, Berlin 1909. 306 S.
- Der schöne Ede und anderes. Neue Berliner Novellen. Mit Illustr. von H. Binde. H. Hillger, Berlin-Leipzig 1909. 96 S. (Kürschners Bücherschatz, Bd. 664)
- Das Perlenbuch. Neue Novellen und Skizzen. Gebr. Paetel, Berlin 1910. 202 S.
- Die Schneekönigin. Ein deutsches Märchenspiel in ein Vorspiel und drei Akten mit Zugrundelegung von Hans Christian Andersens. Verlag Tescher, Charlottenburg 1910. 96 S.
- Im Separee. Großstadtbilder. Borngraeber, Berlin 1911. 139 S.
- Bergeholz Söhne. Roman. Gebr. Paetel, Berlin 1912. 318 S.
- Ein Liebesidyll Ludwigs XIV. Louise de la Valliére. Historischer Roman. Bong, Berlin 1912. 335 S. (Romane berühmter Männer und Frauen, Bd. 5)
- Doktor Stillfried. Historischer Roman. 3. Auflage. Beyer, Charlottenburg 1913. 215 S.
- Festschrift zur Zweihundert-Jahr-Feier am 3. Mai 1913. Nicolaische Buchhandlung Borstell & Reimarus 1713–1913. Berlin 1913. 43 S.
- Die kleine Hoheit. Lustspiel in 3 Akten von Dora Duncker und Hans Gaus. Eduard Bloch, Berlin 1913. 76 S.
- Marquise von Pompadour. Ein Roman aus galanter Zeit. Bong, Berlin 1913. 392 S. (Romane berühmter Männer und Frauen, Bd. 8) (Neuauflage 2015, ISBN 978-3-8430-9412-2)
- Die Blonden und der Riese. Roman. Reißner, Dresden 1914. 329 S.
- Berlin im Kriege. Großstadtskizzen aus dem Kriegsjahr 1914/15. Globus Verlag, Berlin 1915. 250 S. (Digitalisat)
- Auf zur Sonne. Ein Roman aus unseren Tagen. Gebr. Paetel, Berlin 1916. 314 S. (Digitalisat)
- George Sand. Ein Buch der Leidenschaft. Historischer Roman. Bong, Berlin 1916. 334 S. (Romane berühmter Männer und Frauen, Bd. 11) (Neuauflage 2015, ISBN 978-3-8430-9414-6)
- Liebe um Liebe. Herz, Berlin 1916. 95 S. (Herz – Bücher, Bd. 10)
- Das Haus Duncker. Ein Buchhändlerroman aus dem Biedermeier. Mit sieben Lichtdrucken. Gebr. Paetel, Berlin 1918. 307 S.
- Die Frau mit den Hyazinthen. Roman. Oldenburg, Leipzig 1918. 277 S.
- Die Kinder des Herrn Ulrich. Roman. Montanus, Siegen 1919. 388 S.
- Die Kleine Hoheit. Operette in 3 Akten von Hans Gaus. Nach dem gleichnamigen Lustspiel von Dora Duncker und Hans Gaus. Musik von Martin Knopf. Bibliothek für Dramatik und Musik, Berlin 1919. 31 S.
- Sumpfland, Reutlingen 1925
- Doktor Stillfried. Humoristischer Roman. Mit 28 Textillustrationen. Ehrlich, Berlin 1920. 191 S. (Ehrlichs illustrierte Bücherei, Bd. 2)
- Die große Lüge. Roman. Weichert, Berlin (um 1927). 256 S. (Weichert-Bücher, Bd. 2)
- Großstadt. Roman. Weichert, Berlin (um 1927). 255 S. (Weichert-Bücher, Bd. 7)

### Übersetzungen
- Edmond About: Pariser Ehen. Übersetzt aus dem Französischen. Engelhorn, Stuttgart 1886. 157 S. (Engelhorns allgemeine Romanbibliothek, Jg. 3 Band 7)
- Alexandre Dumas fils: Ein Freund der Frauen. Lustspiel in 5 Aufzügen. Für die deutsche Bühne bearbeitet von Dora Duncker. Reclam Leipzig, 1891. 85 S. (Reclams Universal-Bibliothek, Bd. 2878)

### Digitalisate und Onlinetexte
- Werke von und über Dora Duncker in der Deutschen Digitalen Bibliothek
- Werke von Dora Duncker Archive
- Werke von Dora Dunckers Zeno
- Werke von Dora Duncker im Projekt Gutenberg-DE
- Werke von Dora Duncker Google

### Weitere Weblinks
- Dora Duncker in der Datenbank Find a Grave
- Datenbank NEWW Women Writers, Kurzdaten